# Aphaenogaster pannonica
Aphaenogaster pannonica är en myrart som beskrevs av Friedrich Bachmayer 1960. Aphaenogaster pannonica ingår i släktet Aphaenogaster och familjen myror. Inga underarter finns listade i Catalogue of Life.